# 後藤彩佐
後藤彩佐（日语：／ Gotō Ayasa，1998年11月23日—）是一名日本女性聲優，出身於愛知縣，81 Produce所屬。

## 略歴
在「第11屆81試鏡」中獲得特別獎與文化放送獎。該活動的情況曾於（超！A&G+）中播出。2020年4月1日起，正式隸屬於81 Produce。

## 人物
有一位姐姐。
興趣與特長包括舞蹈、作詞作曲與古典芭蕾。方言是三河方言，喜愛的食物是黑芝麻。

## 演出作品
※粗體字為主要角色。

### 電視動畫
2020年
- 機獸戰記 狂野爆發 ZERO（操作員）
- 決鬥大師KING（女孩子A）
- 女學。～聖女斯克威爾學院～（[1]）
- 棒球大聯盟2nd 第2期（教師）
- 卡片戰鬥！！先導者 外傳 -if-（小孩B）

2021年
- 賽馬娘 Pretty Derby Season 2（班主任、TV節目女性主播、老師、女性播音員、播音員、馬娘、客）
- SHOW BY ROCK!! STARS!!（島民、播音員）
- ICHU偶像进行曲（觀眾D）
- 影宅
- 女朋友 and 女朋友（女學生）
- 橘色榮耀！（貝原幸惠[2]）
- 百萬噸級武藏（操作員）

2022年
- 古見同學是溝通魯蛇。（鹽田翔太）
- CUE!（男孩子）
- 女性向遊戲世界對路人角色很不友好（女子）
- Estab Life Great Escape（秋葉原的新聞播音員）
- SHINE POST（同事、路人）
- BLUE LOCK 藍色監獄（吉良的粉絲A）
- IDOLiSH7 Third BEAT!（女大學生A）

2023年
- HIGH CARD 至高之牌（小孩、女性行員、辣妹B、女性）
- 大雪海的卡納（尤伊姆）
- 不相信人類的冒險者們好像要去拯救世界（虎人族的女孩子）
- World Dai Star（流石的粉絲B、記者）
- 藍色管弦樂（竹丸泉）
- 女神咖啡廳（女孩子D）
- MIX 第二季～第二個夏天，邁向晴空～（女學生）
- AYAKA -綾島奇譚-（住民A）
- 賽馬娘 Pretty Derby Season 3（老師）
- 聖女魔力無所不能 Season2（女僕）

2025年
- 一桿青空（星美彩花[3][4]）

### 劇場版動畫
2020年
- 電影版 煙囪小鎮的普佩（町人）

2022年
- 電影版 搖曳露營△（家族客 母）

2023年
- 大雪海的卡納 星之賢者（尤伊姆）

### 網路動畫
2021年
- 爆丸 裝甲聯盟（不良少年）
- 爆丸7 Geogan Rising（少年）

2022年
- 遊戲『賽馬娘 Pretty Derby』1st Anniversary Special Animation（老師）
- 爆丸 Evolutions（卡莉·達爾）
- 狂賭之淵雙（學生們、漫研部員）
- TOMIKA HEROES JOBRAVER 特裝合體機械人（幼兒園兒童）

### 遊戲
2016年
- 無盡對決 (神樂)

2020年
- 城姬Quest（菅谷館[5]）

2021年
- 22/7 音樂的時間（村中晴菜[6]）
- 偶像大師 星耀季節（學生）

2022年
- 蔚藍檔案（大野月夜）

2024年
- De:Lithe Last Memories（[7]）

2025年
- 蕾斯萊莉婭娜的鍊金工房 ～千國與萬物的管理者～（[8][9]）

## 外部連結
- 後藤彩佐的X（前Twitter）